# Lennuliiklusteeninduse
Lennuliiklusteenindus AS ist die estnische Flugsicherung. Sie ist dem estnischen Ministerium für Wirtschaft und Kommunikation (estnisch Majandus- ja Kommunikatsiooniministeerium) unterstellt. Die Flugsicherung ist rechtlich in Form einer estnischen Aktiengesellschaft (estnisch Aktsiaselts) aufgestellt.

## Tätigkeitsbereiche
Die estnische Flugsicherung bietet folgende Dienstleistungen an:
- Flugverkehrsmanagement
- technische Kommunikationsdienste
- Luftfahrtinformationen
- Beratung
- Training

## Mitgliedschaften
Die estnische Flugsicherung ist seit 1992 Mitglied der ICAO (International Civil Aviation Organization). Seit 1995 ist sie Mitglied der ECAC (Europäische Zivilluftfahrt-Konferenz).

## Nachweise
1. ↑  EANS Jahresbericht 2011 (PDF; 1,3 MB)
2. ↑  Dienstleistungen des Unternehmens: www.eans.ee
3. 1 2  Über das Unternehmen: www.eans.ee (Memento des Originals vom 18. Oktober 2012 im Internet Archive)  Info: Der Archivlink wurde automatisch eingesetzt und noch nicht geprüft. Bitte prüfe Original- und Archivlink gemäß Anleitung und entferne dann diesen Hinweis.